# Frank Kramer (cyclisme)
Pour les articles homonymes, voir Frank Kramer et Kramer.
Frank Louis Kramer (1880-1958) est un coureur cycliste américain. Il a remporté 646 victoires dont 77 en tant qu'amateur. Kramer a remporté 16 championnats nationaux consécutifs de 1901 à 1916. Il a été intronisé au Temple de la renommée du cyclisme américain en 1988

## Biographie
Frank Kramer est né en 1880 à Evansville, États-Unis ; il est le fils de Louis Kramer qui participa à des compétitions internationales de gymnastique, de lutte et d'escrime.
Il a remporté son championnat national à 18 reprises et a couru dans des compétitions en Europe en 1905 et 1906 au cours desquelles il a gagné 31 courses sur 43 en France, en Allemagne, en Belgique, aux Pays-Bas, en Italie et au Danemark.
Il passe professionnel afin de pouvoir se mesurer à Major Taylor, qu'il battit à deux occasions en 1901 et 1902. Pour ses débuts pro, il gagne le ½ mile pour l'inauguration du vélodrome de Vailsburg à Newark (New Jersey) le 6 mai 1900, Kramer gagne 18 courses durant sa première saison pro.
Il a remporté la vitesse lors des Championnats du monde de cyclisme sur piste 1912 au vélodrome de Vélodrome de Newark (en) New Jersey.
Kramer a participé à des courses de vélo pendant 27 ans, jusqu'à sa retraite le 25 juillet 1922 à l'âge de 42 ans, après avoir exprimé "... la course comme trop pénible pour son âge et continuer pourrait porter atteinte à sa santé ». Vingt-trois de ces années, il a couru en tant que professionnel.
Kramer est resté actif après sa retraite sportive, il est devenu le président du comité de contrôle de la National Cycling Association et fut aussi juge sur les vélodromes de Newark, New-york et Nutley. Il présida les "Wooden Legs" un service d'aide pour les cyclistes professionnels retraités. Kramer était aussi membre de la commission de la police de East Orange et actif chez les scouts d'Amérique.
Il est mort des suites d'une attaque cardiaque 1958 à East Orange (New Jersey), États-Unis. Il repose au cimetière de Rosedale à Orange.

## Palmarès

### Championnats des États-Unis
- 1898
  -  Champion des États-Unis de vitesse - amateur[1].
- 1899
  -  Champion des États-Unis de vitesse - amateur[1].
- 1900
  - 2e du championnat des États-Unis de vitesse, derrière Major Taylor
- 1901
  -  Champion des États-Unis de vitesse
- 1902
  -  Champion des États-Unis de vitesse
- 1903
  -  Champion des États-Unis de vitesse
- 1904
  -  Champion des États-Unis de vitesse
- 1905
  -  Champion des États-Unis de vitesse
- 1906
  -  Champion des États-Unis de vitesse
- 1907
  -  Champion des États-Unis de vitesse
- 1908
  -  Champion des États-Unis de vitesse[2]
- 1909
  -  Champion des États-Unis de vitesse
- 1910
  -  Champion des États-Unis de vitesse
- 1911
  -  Champion des États-Unis de vitesse
- 1912
  -  Champion des États-Unis de vitesse
- 1913
  -  Champion des États-Unis de vitesse
- 1914
  -  Champion des États-Unis de vitesse
- 1915
  -  Champion des États-Unis de vitesse
- 1916
  -  Champion des États-Unis de vitesse
- 1917
  - 2e du championnat des États-Unis de vitesse
- 1918
  -  Champion des États-Unis de vitesse
- 1919
  - 2e du championnat des États-Unis de vitesse
- 1920
  - 2e du championnat des États-Unis de vitesse
- 1921
  -  Champion des États-Unis de vitesse

### Championnats du monde
- 1912
  -  Champion du monde de vitesse

### Six jours
- 1908
  - Six jours de Pittsburgh
- 1910
  - Six jours de Newark
  - Six jours de Boston
- 1911
  - 2e des Six jours de New York

### Grands Prix
- 1905
  - Grand Prix de Paris
  - 3e du Grand Prix de l'UVF
- 1906
  - Grand Prix de Paris
  - Grand Prix de Buffalo
  - 2e du Grand Prix de l'UVF

- 1914
  - Grand Prix du Conseil municipal

### Autres courses
- 1921 à 40 ans[1]:
  - Prix du maire Charles P. Gillen (en), sur 5 miles, battant Peter Moeskops, Reggie McNamara et Alfred Goullet au vélodrome de Newark.
  - 1 mile par équipe avec Orlando Piani contre Peter Moeskops et Alfred Goullet